# Râu mèo (thực vật)
Râu mèo hay bông bạc (tên khoa học: Orthosiphon stamineus) là một loài thực vật thuộc họ Bạc hà (Lamiaceae).

## Dược tính
Râu mèo có tác dụng làm kiềm hóa máu, sự có mặt của hoạt chất orthosiphonin và muối kali trong dược liệu có tác dụng giữ cho acid uric và muối urat ở dạng hòa tan, do đó phòng ngừa được sự lắng đọng của chúng để tạo thành sỏi thận.

## Hình ảnh

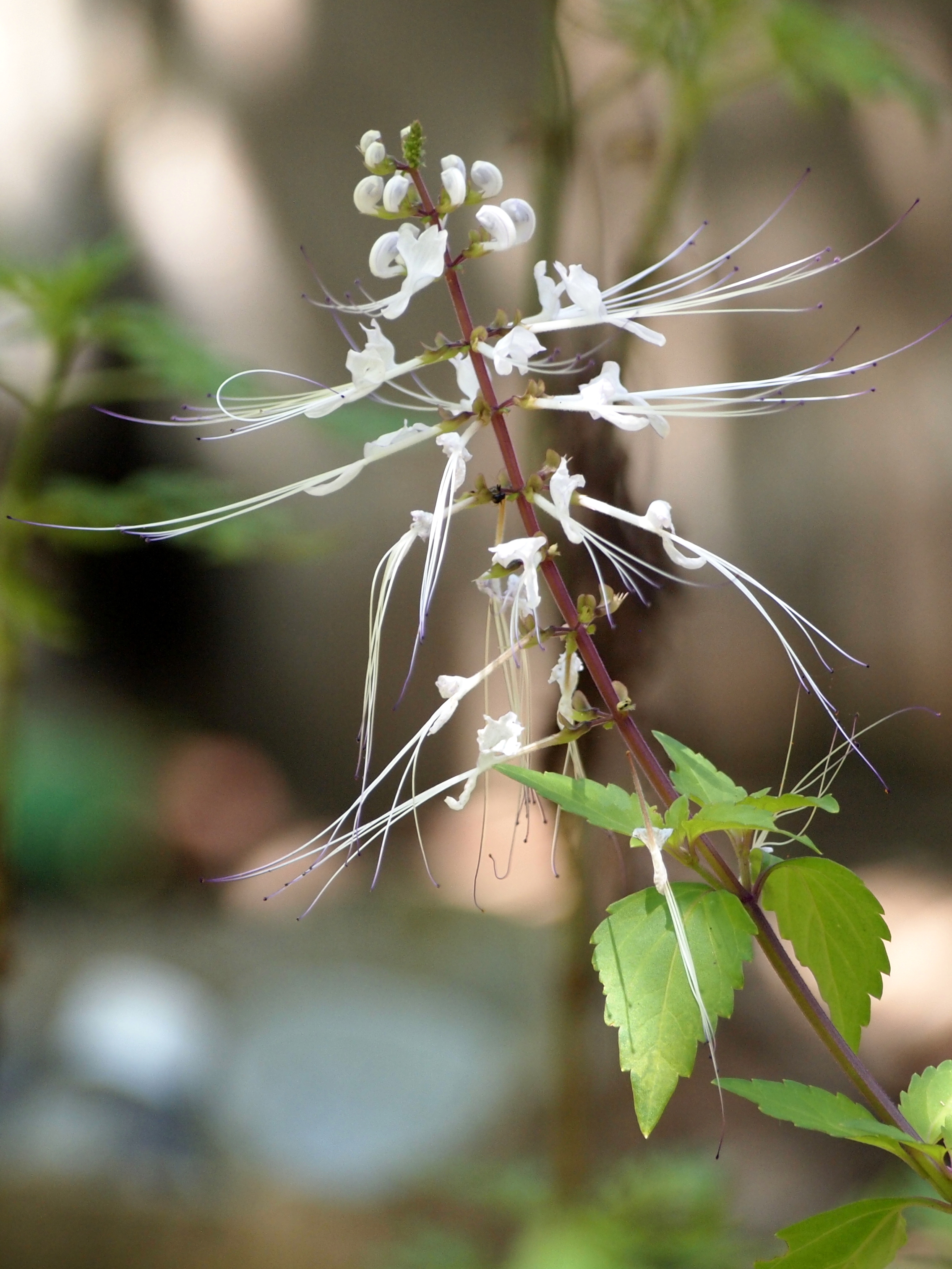
Cây mọc ở Malaysia
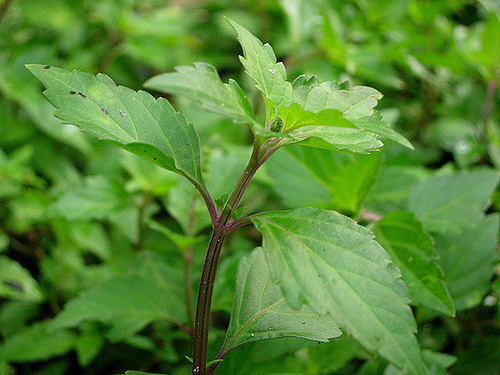
Lá non
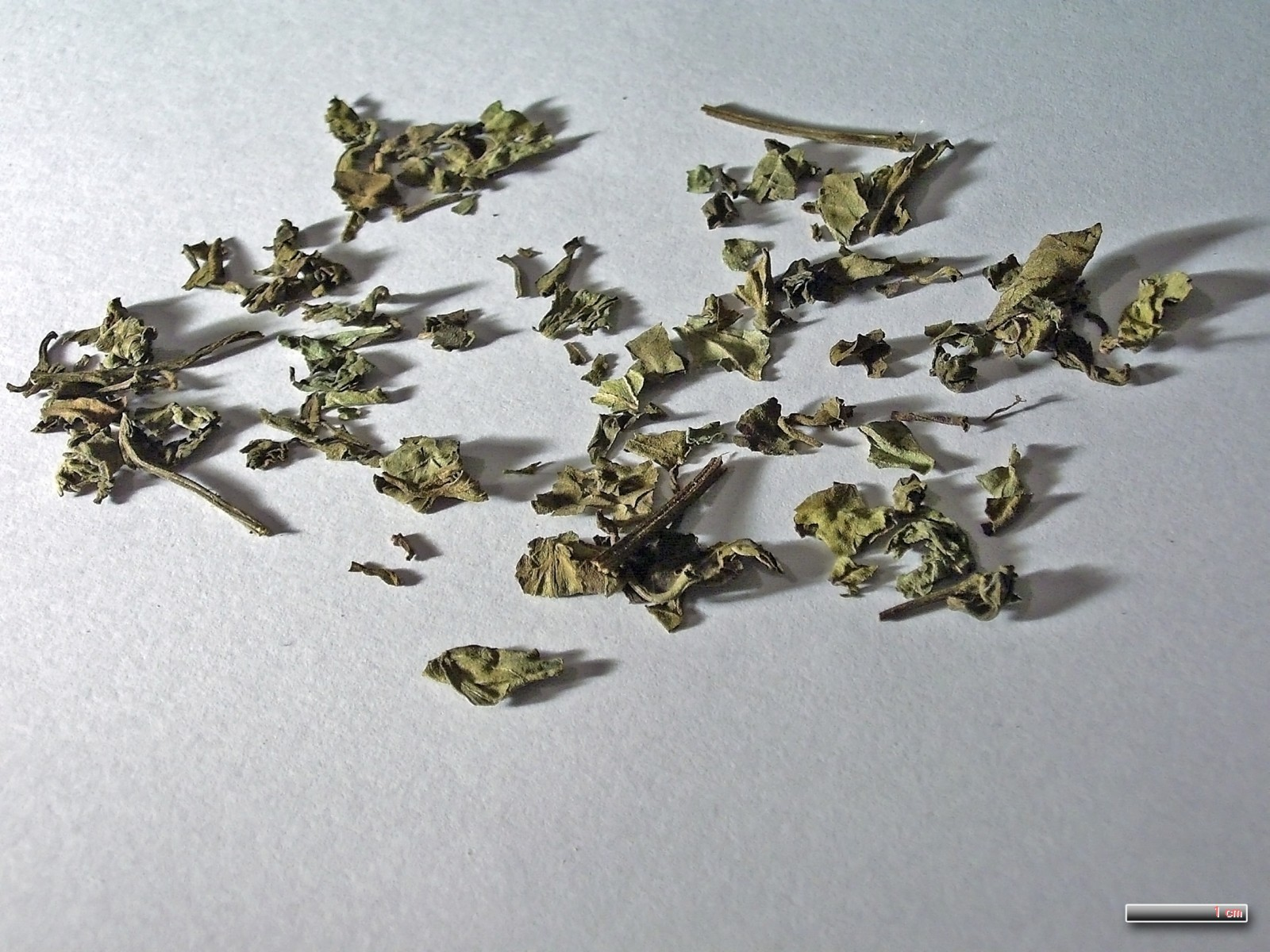
Lá khô